# فاروق جيليك
فاروق جيليك (بالتركية: Faruk Çelik)‏ (ولد في 1956 في تركيا) شغل منصب وزير العمل والضمان الاجتماعي التركي في حكومة رجب طيب أردوغان الثالثة وحكومة أحمد داود أوغلو الأولى ووزير الزراعة في حكومة أحمد داود أوغلو الثالثة وعضو في البرلمان التركي عن مدينة بورصة عن حزب العدالة والتنمية.

## وصلات خارجية
- بطاقات تعريفية لعمل اللاجئين السوريين في تركيا